# Verchni Reoetets
Verchni Reoetets (Russisch: Верхний Реутец) is een dorp (selo) in de Russische oblast Koersk, district Medvenski. De plaats is het administratieve centrum van de selsovjet Vysjnereoettsjanski.

## Geografie
Verchni Reoetets ligt op het Centraal-Russisch Plateau, op de Reoetets (de linker zijrivier van de Reоеt), 42 km ten zuidwesten van Koersk, 9 km ten zuidwesten van Medvenka.

### Klimaat
Het lokale klimaat is vochtig continentaal, met significante regenval gedurende het hele jaar (Dfb volgens de klimaatclassificatie van Köppen).
|                                         | jan  | feb  | mrt  | apr  | mei  | jun  | jul  | aug  | sep  | okt  | nov  | dec  |
| --------------------------------------- | ---- | ---- | ---- | ---- | ---- | ---- | ---- | ---- | ---- | ---- | ---- | ---- |
| Gemiddelde maximale dagtemperatuur (°C) | –4   | –2,9 | 3,1  | 13,1 | 19,5 | 22,8 | 25,4 | 24,8 | 18,3 | 10,7 | 3,5  | –1,1 |
| Gemiddelde minimale dagtemperatuur (°C) | –8,6 | –8,6 | –4,6 | 2,8  | 9,1  | 13,1 | 15,9 | 15   | 9,8  | 4    | –1,1 | –5,3 |
| Gemiddelde neerslag in (mm)             | 51   | 44   | 48   | 50   | 63   | 69   | 73   | 53   | 56   | 56   | 47   | 50   |
| Gemiddelde regendagen                   | 9    | 8    | 8    | 7    | 8    | 8    | 9    | 6    | 6    | 7    | 7    | 8    |

## Inwonersontwikkeling
| Jaar | Aantal inwoners |
| ---- | --------------- |
| 2002 | 886             |
| 2010 | 669             |

Opmerking: Volkstelling

## Economie en infrastructuur
De plaats heeft de volgende straten: Babinka, Beloborodovka, Bolsjoje, Boegor, Domiki, Gavrilovka, Groent, Istomovka, Kljoetsjik, Lebedinovka, Lomanovka, Magazinnaja, Mordasjovka, Nizjnevka, Podtoersjtsjina, Ragozevka, Voronovka en Zalozjenka (415 huizen).

### Verkeer
Verchni Reoetets ligt 9,5 km van de federale autoweg M-2 of Krim.
1. Andrejevka · 1. Gostomlja · 1. Kitajevka · 1. Lipovets · 1. Nikolskoje · 1. Panino · 1. Pereverzevka · 1. Plesy · 2. Andrejevka · 2. Gostomlja · 2. Kitajevka · 2. Lipovets · 2-e Nikolskoje · 2. Panino · 2. Pereverzevka · 2. Petropavlovskije Vyselki · 2. Plesy · 2. Rozjdestvenka · Aleksandrovka · Aleksandrovka · Amosovka · Andrejevka · Andrianovka · Barybin · Bely Kolodez · Berezovy · Blagodatnoje · Blizjni · Boedy · Bolsjaja Radina · Bolsjaja Vladimirovka · Denisovka · Domra · Dratsjovka · Gachovo · Glebovo · Goebanovka · Goljevka · Gorki · Iljitsjovski · Ivanovka · Ivanovka · Jegorov · Kartasjovka · Klenovoje · Koerasy · Koevsjinovka · Kofanovka · Kondratjevka · Kondratjevskije Vyselki · Konstantinovka · Korenevka · Kosilov · Krasnaja Nov · Krasnaja Poljana · Krasnoje · Krasnovka · Krasny Koet · Krasny Maj · Leninskaja Iskra · Leonovka · Lipnik · Ljoebatsj · Ljoebimovka · Ljoebitskoje · Loebjanka · Loetsjnja · Malaja Vladimirovka · Maslovka · Medvenka · Mertsalovka · Mokry · Monastyrski · Mozdok · Nikolajevka · Nizjni Doebovets · Nizjni Reoetets · Nizjnjaja Kamysjevka · Novaja Aksjonovka · Novoseledebny · Oresjnoje · Organizatsija · Osinovy · Osinovy · Paniki · Paninski · Pesotsjnoje · Petropavlovka · Petrovka · Poestoje · Pokrovski · Poljana · Polny · Ptina · Rajchoetor · Razbegajlovka · Reoettsjanski · Rjazantsevka · Romanovka · Rozjdestvenka · Rozjdestvenskoje · Rozjnovka · Sadovy · Sadovy · Samsonovo · Sjatovka · Sjirokoje · Sjoemovka · Solomykovskije Dvory · Spartak · Spasskije Vyselki · Spasskoje · Spokojevka · Sredni · Step · Step · Step · Step-Chmelevoje · Strelitsa · Svidnoje · Sviridov · Tanejevka · Tarasovo · Taroesovka · Troebatskoje · Tsjaplygin Log · Tsjermosjnoje · Tsjernitsjenskije Dvory · Tsoerikovo · Vanino · Vasiljevka · Verchni Doenajets · Verchni Reoetets · Verchnjaja Kamysjevka · Vorobzja · Vysjni Doebovets · Vysokoje · Vysokonskije Dvory · Zaikin · Zajegorjevski · Zamalenki · Zeljonaja Step · Znamenka · Znamenski · Zvjagintsevo · Zvjagintsevo · Zybovka